# جانا تریبلی-گونزالس
جانا تریبلی-گونزالس (ایتالیایی: Gianna Terribili-Gonzales؛ ‏ ۵ مارس ۱۸۸۲ – ۸ اکتبر ۱۹۴۰) بازیگر اهل پادشاهی ایتالیا بود.
از فیلم‌هایی که وی در آن نقش داشته است، می‌توان به برتوس، مسالینا و آنتونیوس و کلئوپاترا اشاره کرد.